# Ferme Elishout
La Ferme Elishout ((nl) Elishouthoeve - ferme du bois des aulnes) était, au Moyen Âge, une ferme située sur le territoire actuel de la commune d'Anderlecht en Belgique. Dépendante du château de Waesbroeck, appartenant à la famille d'Aa, elle est cédée à l'abbaye de Forest au début du XIVe siècle. Des bâtiments de cette époque, encore visibles sur le site du CERIA, constituent un témoignage important de ce type de grandes fermes d’abbaye des environs de Bruxelles. C'est à ce titre qu'ils ont été classés en 1975.

## Histoire
Les terres d’Elishout furent données par les Aa à l’abbaye de Forest au début du XIVe siècle.
En 1328, la ferme est explicitement citée dans le patrimoine de l'abbaye et en est déjà l'une des plus importantes fermes. L'habitation principale compte alors deux étages et plusieurs annexes (granges et écuries). Un colombier occupe le centre de la cour et l'ensemble des bâtiments est entouré d'un fossé inondé.
Au XIVe siècle un ermite occupe la ferme et recevait tous les ans de l'abbesse de Forest, propriétaire de la ferme, deux geltes et demie de liqueur de houblon (hoppe).
Du XVIe au XVIIIe siècle, la ferme est exploitée par la famille Verheylewegen.
La ferme a sans doute été plusieurs fois agrandie et réorganisée, entre autres au cours de deux importantes périodes de travaux, en 1682 et en 1754 - millésime qu'on peut encore lire sur la façade du principal corps de logis. La carte de Ferraris, datée de 1777 donne une idée de l'implantation des bâtiments à l'époque.
Les héritiers de Jean Josse Du Trieu, avocat au conseil de Brabant, et de Marie Madeleine de Fraye, vendirent le 16 octobre 1789 le château de Waesbroeck et la ferme à Charles Swerts, poissonnier de Bruxelles
Le site est classé le 16 octobre 1975 et restauré entre 1976 et 1978. Alors propriété de la province de Brabant, il appartient à la Commission Communautaire Flamande depuis 1994.

## Architecture
Les bâtiments sont répartis autour d’une cour intérieure. Ils présentent un étage sous toiture animée de lucarnes. Le rez-de-chaussée est légèrement surélevé pour éviter les éventuelles inondations de la Senne toute proche. Laissés à l’abandon pendant quelques années, les bâtiments ont repris leur affectation d’origine et restaurés par la Province de Brabant entre 1974 et 1978.